# Hongaars alfabet
| De 44 grafemen ('letters') van het Hongaarse alfabet |
| KlinkersA a, Á á, E e, É é, I i, Í í, O o, Ó ó, Ö ö, Ő ő, U u, Ú ú, Ü ü, Ű ű                                                                                     |
| MedeklinkersB b, C c, Cs cs, D d, Dz dz, Dzs dzs, F f, G g, Gy gy, H h, J j, K k, L l, Ly ly, M m, N n, Ny ny, P p, R r, S s, Sz sz, T t, Ty ty, V v, Z z, Zs zs |
| In leenwoorden en verouderdQ q, W w, X x, Y y |

Het Hongaarse alfabet (magyar ábécé) bevat tegenwoordig 40 grafemen ('letters') plus nog vier voor leenwoorden. Het Hongaars wordt met het Latijnse schrift geschreven. De oudste Hongaarse tekst, de zogenaamde Lijkrede (Halotti beszéd) dateert van het einde van de twaalfde eeuw. Het is de oudste bewaard gebleven geschreven tekst in enige Finoegrische taal. Hongaarse woorden worden vrijwel fonetisch geschreven. Om de in het Latijnse alfabet ontbrekende klanken weer te geven worden di- en trigrafen en diakritische tekens gebruikt. De umlaut geeft net als in het Duits een klankverandering aan. Met een streepje boven de letter wordt een verlengde klank aangegeven, waarbij dubbele streepjes worden gebruikt om de umlaut te verlengen.
Voorbeelden van enkele di- en trigrafen: Cs, Dzs, Gy, Ly, Sz, Ty, Zs
Voorbeelden van de grafemen met diakritische tekens: Á á, É é, Í í, Ó ó, Ö ö, Ő ő, Ú ú, Ü ü, Ű ű.
Ook medeklinkers kunnen kort of lang zijn: lange medeklinkers worden door een verdubbeling aangegeven.
Voorbeelden klinkers: hat=zes vs. hát=rug. Zo heeft de plaatsnaam Kővágószőlős allemaal lange klinkers, de plaatsnaam Magyarhertelend alleen maar korte klinkers en de plaatsnaam Mezőkovácsháza evenveel korte als lange klinkers.
Voorbeelden medeklinkers: megy=hij gaat vs. meggy=morel, zure kers.

## Alfabetische volgorde
In woordenboeken staan de woorden in alfabetische volgorde, maar de woorden met korte en met lange klinker staan bij elkaar.
Voorbeeld: woorden beginnend met a staan gemengd met de woorden beginnend met á, maar woorden beginnend met c staan apart van de woorden beginnend met cs.
| comb    |                                  |
| cukor   |                                  |
| csak    | <cs> komt na <c>                 |
| ...     |                                  |
| folyik  |                                  |
| folyó   | <ó> wordt gesorteerd als <o>     |
| folyosó |                                  |
| ...     |                                  |
| fő      | en <ő> wordt gesorteerd als <ö>, |
| födém   | maar <ö> komt na <o>             |
| ...     |                                  |

De vereenvoudigde geminaten (dubbeluitgesproken) van multigrafen zoals <nny>, <ssz> worden samengetrokken tot <ny>+<ny>, <sz>+<sz> etc., als zijnde dubbele geminaten en geen samenstelling van een enkele letter en een geminaat.
könnyű wordt samengetrokken tot <k><ö><ny><ny><ű>. tizennyolc als <t><i><z><e><n><ny><o><l><c>, omdat het een samenstelling is: tizen+nyolc ('boven de tien' + 'acht' = 'achttien').
Vergelijkbare ambiguïteiten of dubbelzinnigheden, die kunnen voorkomen in samenstellingen (hetgeen heel veel voorkomt in het Hongaars), worden op het gevoel ontbonden en samengesteld.
bijvoorbeeld házszám 'huisnummer (adres)' = ház + szám en niet als házs + zám.
Deze regels maken de algoritmische rangschikking van het Hongaarse alfabet moeilijk (men moet voor de juiste rangschikking de goede opdeling van een woord in lettergrepen kennen), een probleem bij de ontwikkeling van computerprogramma's.

## Hoofdletters
Het Hongaars kent hoofd- en kleine letters (grafemen) net als het Nederlands. Bij di- en trigrafen wordt alleen het eerste letterteken groot geschreven. Zinnen beginnen net als in het Nederlands met een hoofdletter. In het Hongaars beginnen op woordniveau alleen eigennamen met een hoofdletter, maar bijvoorbeeld niet de gerelateerde bijvoeglijke naamwoorden en bijwoorden. Zo schrijft men Magyarország = Hongarije met een hoofdletter, maar gebruikt men in: a magyar város = de Hongaarse stad en: Sándor jól beszél magyarul = Alex spreekt goed Hongaars geen hoofdletters voor Hongaarse resp. Hongaars.
Bij gebruik van een uitgang blijft een hoofdletter behouden.
Voorbeeld: Most Debrecenben vagyok. = Ik ben nu in Debrecen.
Namen van maanden en weekdagen schrijft men net als in het Nederlands met een kleine letter.
Voorbeeld: május = mei en csütörtök = donderdag.

## Het gebruik van oude spelling in familienamen
Enkele voorbeelden van oude spelling in Hongaarse familienamen:
| Letters       | Letters                               |
| Oude spelling | Uitspraak volgens de moderne spelling |
| ------------- | ------------------------------------- |
| aa            | «á»                                   |
| eé            | «é»                                   |
| eö            | «ö»                                   |
| ew            | «ö»                                   |
| oó            | «ó»                                   |
| ch            | «cs»                                  |
| cz            | «c»                                   |
| th            | «t»                                   |
| ts            | «cs»                                  |
| (l)y          | («l»)+«i»                             |
| (n)y          | («ny»)+«i»                            |

| Voorbeelden | Voorbeelden |
| Naam        | Uitspraak   |
| ----------- | ----------- |
| Madách      | Madács      |
| Széchenyi   | Szécsényi   |
| Batthyány   | Battyányi   |
| Thököly     | Tököli      |
| Weöres      | Vörös       |
| Eötvös      | Ötvös       |
| Cházár      | Császár     |
| Czukor      | Cukor       |
| Gaál        | Gál         |
| Veér        | Vér         |
| Soós        | Sós         |
| Thewrewk    | Török       |

Een extreem voorbeeld is de naam Dessewffy, dat uitgesproken wordt als Dezsőfi. Oorspronkelijk Duitse namen zijn vaak min of meer in de Hongaarse spelling. Voorbeelden: Ziegler ↔ Czigler, Hüber ↔ Hűber, Schwartz ↔ Svarc

## Runen
Er bestaat een Hongaars runenschrift (székely–magyar rovásírás), dat tegenwoordig weleens langs de weg wordt toegepast bij de aanduiding van plaatsnamen.
| Hongaars alfabet                             | a | á  | b | c | cs | d | dz | dzs | e | é | ë  | f | g  | gy | h | i | í | j | k | ak | l | ly | m  |
| -------------------------------------------- | - | -- | - | - | -- | - | -- | --- | - | - | -- | - | -- | -- | - | - | - | - | - | -- | - | -- | -- |
| Oud-hongaarse runen Unicode standaardontwerp |   |    |   |   |    |   |    |     |   |   |    |   |    |    |   |   |   |   |   |    |   |    |    |
| Hongaars alfabet                             | n | ny | o | ó | ö  | ő | p  | q   | r | s | sz | t | ty | u  | ú | ü | ű | v | w | x  | y | z  | zs |
| Oud-hongaarse runen Unicode standaardontwerp |   |    |   |   |    |   |    |     |   |   |    |   |    |    |   |   |   |   |   |    |   |    |    |

## Hongaars braille
Het Hongaars braille is afgeleid van  unified international braille, maar heeft enkele aanpassingen, waardoor bijvoorbeeld de korte en lange varianten van sommige klinkers elkaars spiegelbeeld zijn.
| a | á  | b | c | cs | d | e | é | f | g | gy | h | i  | í | j | k | l | ly | m  |
| n | ny | o | ó | ö  | ő | p | q | r | s | sz | t | ty | u | ú | ü | ű | v  | zs |